# Witold Ryszard Korsak
Witold Ryszard Korsak (ur. 27 sierpnia 1897 w Sewerynówce, zm. 24 listopada 2003 w Stanach Zjednoczonych) – polski dyplomata.

## Życiorys
Urodził się 27 sierpnia 1897 w Sewerynówce na obszarze Imperium Rosyjskiego. Był synem Wiktora i Teofili z domu Zanickiej. Legitymował się herbem szlacheckim Lis. Jako ochotnik brał udział w wojnie polsko-bolszewickiej w szeregach późniejszego 2 Pułku Szwoleżerów Rokitniańskich. Kształcił się na Uniwersytecie Wiedeńskim, a w 1921 ukończył studia na Uniwersytecie Jagiellońskim.
Po odzyskaniu przez Polskę niepodległości wstąpił do służby dyplomatycznej. Od 15 sierpnia 1921 do 28 listopada 1922 pracował w Departamencie Administracyjnego Ministerstwa Spraw Zagranicznych w Warszawie (jako praktykant, od 1 listopada 1921 jako prowadzący urzędnik, pomocnik referenta od 29 marca 1922). Od 28 listopada 1922 do 30 września 1926 był attaché poselstwa w Moskwie. Od 1 października 1926 do 1 kwietnia 1927 był sekretarzem MSZ. Następnie przeszedł do poselstwa w Wiedniu, gdzie od 1 kwietnia 1927 był sekretarzem poselstwa II klasy, a od 30 kwietnia 1929 do 30 września 1933 tytularnym sekretarzem poselstwa I klasy. Od 1 października 1933 referendarzem Wydziale Osobowym, a od 1 grudnia 1933 referendarzem w Wydziale Polaków Zagranicą (E.II) w Departamencie Konsularnym MSZ, a od 1 stycznia 1935 radcą tego wydziału. Od 1 czerwca 1935 był radcą poselstwa RP w Sofii i kierownikiem wydziału konsularnego.
Po wybuchu II wojny światowej i ewakuowaniu tej placówki z Bułgarii do Palestyny pozostawał na swoich stanowiskach do 30 listopada 1940. Następnie od 1 grudnia 1940 do 1 marca 1943 był konsulem generalnym RP w Jerozolimie, a od 1 marca do 1 listopada 1943 konsulem generalnym RP w Bejrucie. Od 1 września 1943 do 1 listopada 1944 był chargé d’affaires z siedzibą w Kairze poselstwa RP w Addis Abebie (Etiopia). Od 1 listopada 1944 do 31 sierpnia 1945 był konsulem generalnym i ministrem pełnomocnym w Stambule. Od 1 września 1945 do 30 lipca 1946 działał jako kierownik Komisji Likwidacyjnej spraw uchodźczych w Turcji, a od 1 września 1948 do 30 kwietnia 1951 jako zastępca delegata Międzynarodowej Organizacji Uchodźców na Turcję. Do 1957 reprezentował rząd polski na uchodźstwie na obszarze Bliskiego Wschodu.
W 1957 przybył do Stanów Zjednoczonych. Od tego czasu jako minister pełnomocny do 20 stycznia 1983 w charakterze delegata był obserwatorem rządu RP przy Organizacji Narodów Zjednoczonych. Był członkiem Skarbu Narodowego, Bratniej Pomocy. Od 1965 należał do Instytutu Józefa Piłsudskiego w Ameryce, w którym pracował jako bibliotekarz. W latach 60., jako żołnierz weteran, został awansowany przez władze RP na uchodźstwie do stopnia podporucznika tytularnego (według innego źródła w 1978).
Zamieszkiwał w Nowym Jorku i w Jackson Heights/Queens. Zmarł 24 listopada 2003 w Stanach Zjednoczonych w wieku 106 lat. W 1928 w Wiedniu ożenił się z Anną (Anitą) z domu Christiani-Kronwald (1894–1981, wcześniej od 1919 zamężna z Franzem von Görtzem), z którą po wojnie zamieszkiwał w USA.

## Ordery i odznaczenia
- Krzyż Komandorski z Gwiazdą Orderu Odrodzenia Polski (3 maja 1967)[22]
- Order Odrodzenia Polski (1960)[3]
- Krzyż Komandorski Orderu Zasługi Rzeczypospolitej Polskiej (23 marca 1993)[23]
- Krzyż za udział w Wojnie 1918–1921 (1991)[3]
- Medal Dziesięciolecia Odzyskanej Niepodległości (przed 1933)[2]
- Złoty Medal Skarbu Narodowego (dwukrotnie)[3]
- Krzyż Oficerski Orderu Legii Honorowej (III Republika Francuska, przed 1933)[2]
- Medal Pamiątkowy Koronacji (Persja, 1926)[2][3]
- Odznaka Honorowa za Zasługi dla Republiki Austrii (Austria, przed 1934)[24]